# アメリカンフットボールのポジション
アメリカンフットボールのポジションでは、アメリカンフットボールにおける各ポジションおよびフォーメーションの解説をする。
括弧内は各ポジションの略称。

## リスト
- オフェンスチーム
  - QB
  - RB（FB、HB、TB）
  - WR（SE、FL、SB、WB）
  - TE
  - OL（C、G、T、E）
- ディフェンスチーム
  - DL（DT（NT）、DE）

代表的なポジション（拡大）

  - LB（ILB（MLB）、OLB（LOLB、ROLB、SLB、WLB））
  - DB（CB、S（SS、FS））
- スペシャルチーム
  - K、P、LS、H、KR/PR

## オフェンスチーム
オフェンスチームとは、攻撃を担当する選手たちのこと。

### バックス＆レシーバーズ
バックス＆レシーバーズ(Backs & Receivers)は、スクリメージラインから1ヤード以上後方（バックフィールド）にセットする選手（バックス）、およびオフェンスラインの両端にセットする選手（エンド）の総称。通常のプレイ中にフォワードパスされたボールに触れることのできる「有資格」ポジション。

#### クォーターバック

クォーターバックのポジション（Iフォーメーション）

クォーターバック(Quarterback, QB)は、センター(C)からスナップを受けた後、ランプレイであればランニングバックにボールをハンドオフ（もしくはピッチ）し、パスプレイであれば適切なタイミングでパスをレシーバーに投げる。攻撃の基点になるポジションである。ほとんどのプレイにおいて、クォーターバックは最初にセンターからのスナップを受けることになる。

#### ランニングバック

フルバックのポジション

ランニングバック（テイルバック）のポジション

ランニングバック(Running back, RB)は、クォーターバックからハンドオフされたボールを持って走るのが主な役割である。ランプレイにおける中心選手。敵陣目掛けて1インチでも多く突っ込むのが仕事。パスプレイにおいては、パスのターゲットとなったり、ラインと一緒にクォーターバックを守ることもある。
セットする位置によって、
- フルバック（FB、クォーターバックのすぐ後ろにセット）
- ハーフバック（HB、Tフォーメーションにおいてフルバックの側方にセット）
- テイルバック（TB、Iフォーメーションにおいてフルバックの後方にセット）
- ウイングバック（WB、タイトエンドの後方にセット）

というように呼び分けることがある。
ハーフバック、テイルバックはフォーメーションにより呼称が変わるが、どちらもエースランナーが担当するポジションであることに変わりはないためまとめてランニングバックと呼ぶこともあり、この場合はFBとRBで呼びわける。

#### ワイドレシーバー

ワイドレシーバーのポジション

ワイドレシーバー(Wide receiver, WR)は、パスプレイの際にクォーターバックから投げられたパスをキャッチすることが主な役割である。クォーターバックとともにパスプレイの主役となるポジション。単にレシーバー、またはワイドアウト(Wideout)とも呼ばれる。主に足の速さと確実な捕球能力や、ほかには敵ディフェンシブバックに競り勝つ身長の高さや腕の長さが要求される。
セットする位置によって
・スプリットエンド（SE、タックルの外側に間隔をあけてセット）
・フランカー（FL、タイトエンドの外側に間隔をあけ、バックフィールドにセット）
・スロットバック（SB、タックルとスプリットエンドの間のバックフィールドにセット）
・ウィングバック（WB、タイトエンドのすぐ脇のバックフィールドにセット、シチュエーションによってはTEやFBを起用する場合もある）
というように呼び分けることがある。

#### タイトエンド

タイトエンドのポジション

タイトエンド(Tight end, TE)は、左右どちらかのタックル(LT/RT)のすぐ外側に位置し、状況に応じパスキャッチとブロックの両方を行うポジション。単純に言えばワイドレシーバーとオフェンシブラインを組み合わせたポジション。役割が似ているため、まれにフルバックの選手が兼任する場合がある（その逆もある）。

### オフェンシブライン
オフェンシブライン(Offensive Line, OL)は、スクリメージ・ライン(LOS)上（ラインから1ヤード未満）にセットする選手。ラインメンともいう。センター(C)、ガード(G)、タックル(T)、およびエンド(E)からなる。ただし、エンド(TE/SE)を除き、スナップ時にセンター(C)がボールを持つ以外、ほとんどボールに触れることが認められない「無資格プレーヤー」であるため、オフェンシブラインと言えばエンドを除く中央の5人（インテリア・ラインメンと呼ぶ）を指す場合が多い。パスプレイにおいてボールをキャッチできない、フォワードパスが投げられるまではスクリメージラインを超えてはいけない、といったルール上の制限はインテリア・ラインメンに対するものである。
インテリア・ラインメンはランプレイにおいてはランニングバックの走路を切り開くためのブロックを行い、パスプレイにおいてはパスを投じるまでクォーターバックを保護（パス・プロテクション）する。ボールを扱わないため目立たないポジションであるが、オフェンシブラインの働きがラン、パスともに攻撃の成否のカギとなる。オフェンスの強いチームは、必ず優秀なオフェンシブラインを擁する。
2010ライスボウル優勝メンバーで引退後は近畿大学のコーチとなった木村裕二は、体格、機敏さ、頭脳が揃っていないとオフェンスラインは務まらず、それ故人材不足に陥りがちなポジションとなっていると主張している。逆に、ワイドレシーバーやクォーターバックは技術・頭脳的に簡単で、多少愚鈍でもできるともしている。

#### センター

センターのポジション

センター(Center, C)は、通常オフェンシブラインの中央に位置する。スクリメージラインからクォーターバックにボールをスナップする役割がある。プレイ開始後は、他のラインメンと協同してブロックを行う。センターは多くの場合、守備隊形に応じてコール(オフェンシブラインメンのブロックの割り当ての指示)を行うため明晰な頭脳も求められる。

#### ガード

ガードのポジション

ガード(Guard, G)は、通常センターの両側に位置するポジション。レフトガード(LG)とライトガード(RG)の2名。他のラインメン同様にランプレーとパスプレーの際のブロッキングが主な役割となる。ラインメンとしてのパワーだけでなく、プル・アウトやプル・イン、トラップ、スウィープ、スクリーン・パスといったプレーで多様な仕事を行うことが求められるので機敏な運動能力も求められる。

#### タックル

タックルのポジション

タックル(Tackle, T)は、通常ガードの外側に位置するポジション。レフトタックル(LT)とライトタックル(RT)の2名。他のラインメンと同様にランプレーとパスプレーの際のブロッキングが主な役割だが、オフェンシブラインの両サイドを担うためパス・プロテクションに関しての責任は重い。
ディフェンシブタックル(DT)と区別するため、オフェンシブタックルと呼ぶこともあるが、たんにタックル(T)といった場合はこちらのポジションを指す。

#### エンド
エンド(End, E)は、タックル(LT/RT)の外側、ラインの左右両端（もしくは片側のみ）に位置するポジション。タックルとの間隔が空いている場合はスプリットエンド(SE)、間隔が狭い場合はタイトエンド(TE)と呼ばれる。
スクリメージライン上には、ルール上最低7人以上配置しなければならないため、通常はスプリットエンド1名とタイトエンド1名を置く。なお、スプリットエンドはワイドレシーバーの1人として考える。ゴール前の攻撃では2名のタイトエンドを置くこともある。

## ディフェンシブチーム
ディフェンシブチーム(Defensive team) とは、守備を担当する選手たちのこと。大きくディフェンシブライン(DL)、ラインバッカー(LB)、ディフェンシブバック(DB)と3区分される。
ボックスとセカンダリー
ディフェンスチームを守備エリアで区分する場合は、ボックスとセカンダリーに分ける。
- - ボックスとは、スクリメージラインから手前5ヤード、左右のオフェンシブタックルに挟まれたエリアをいい、基本的な守備隊形ではディフェンシブラインとラインバッカーが担当する。
  - セカンダリーとは、ボックスの外のエリアを担当する選手の総称で、ディフェンシブバックが担当する。ただし、ボックスにディフェンシブバックが入る場合があるので、「セカンダリー＝ディフェンシブバック」ではない。

ディフェンシブフロントライン
ボックスに位置する選手の総称。4-3、3-4の7メンフロントが主流である。
ストロングサイドとウィークサイド
オフェンス側のセンターを基準にオフェンス人数の多い側がストロングサイド、少ない側をウィークサイドと呼ぶ。

### ディフェンシブライン

ディフェンシブラインのポジション

ディフェンシブライン(Defensive line, DL) は、スクリメージライン上にセットする選手の総称。フォーメーションにより異なるが、通常3、4人である。ディフェンスの中でも特に大柄な選手が担当する。オフェンシブラインに対して常に全力で向うため、他のポジションよりも体力が要求される。
手を付いてセットする姿勢から、ダウンラインメン(Down linemen)と呼ぶ場合もある。

#### ディフェンシブタックル
ディフェンシブタックル(Defensive tackle, DT) は、ディフェンシブラインのうち、内側に位置するポジション。オフェンスライン(OL)と当たる。体格が大きく当たり負けしないパワーを必要とする。瞬発力は必要だが、持続的なスピードはあまり重要視されない。
ランプレイの際は、インサイドプレーを担当する。パスプレイの際は、クォーターバックに向ってパスラッシュをかける。
ディフェンシブラインが3名のときはディフェンシブタックルは1人となり、その場合はノーズタックル(NT)と呼ばれる。ディフェンシブラインが5名の時は、ディフェンシブタックル2名と中心にノーズタックルが位置する。ノーズガード(NG)またはミドルガード(MG)とも呼ばれる。ディフェンシブラインが4名の場合では、ウィークサイドのディフェンシブタックルをノーズタックル、ストロングサイドのディフェンシブタックルをコンボタックルと呼ぶ場合もある。

#### ディフェンシブエンド
ディフェンシブエンド(Defensive end, DE)は、ディフェンシブラインのうち、ディフェンシブタックルの外側に位置するポジション。エッジ（Edge,E）とも呼ばれる。
ランプレイの際は、インサイドからオフタックル（オフェンスタックルの外側）に向ってきたランニングバックを担当する。パスプレイの際は、クォーターバックにパスラッシュをかけることが役割となる。そのため選手には、体が大きいだけではなく瞬発力とスピードが要求される。
4-3守備隊形では、オープン攻撃するランニングバックに対応する必要があるため、NFLで一流になれる人材は少ない。3-4隊形の場合は、アウトサイドラインバッカーがオープン攻撃に対応するので、ディフェンシブエンドの守備範囲は比較的に狭くなり、ディフェンシブタックルタイプの選手3人で対応できる。。
ゾーンブリッツの時（ラインバッカーがブリッツを仕掛ける場合）に、開いたスペースをパスカバーをすることもある。主にウィークサイドのディフェンシブエンドをフォックス(FOX)ストロングサイドのディフェンシブエンドをエンド(END)と呼ぶ。
非常にスピードのあるディフェンシブエンドは、クォーターバックのブラインドサイド側に配置する。そのようなディフェンシブエンドは、場合によってオフェンスラインの外側を回り込んでクォーターバックをサックしようとする。

### ラインバッカー

ラインバッカーのポジション

ラインバッカー(Linebacker, LB) は、ディフェンシブラインの後方にセットする選手の総称。フォーメーションにより異なるが、通常3〜4人である。パス、ラン共に対処し、ディフェンスの要となる。セットする位置に応じて、インサイドラインバッカー（ILB又は、ミドルラインバッカー（MLB））やアウトサイドラインバッカー(OLB)とも呼ばれる。

### ディフェンシブバック

ディフェンシブバックのポジション

ディフェンシブバック(Defensive backs, DB) は、フィールドの後方および両サイドを守る選手の総称。セカンダリー（Secondary）と称することもある。基本となる守備隊形である4-3守備隊形や3-4守備隊形では、ディフェンシブバックは4人配置する。

#### コーナーバック
コーナーバック(Cornerback, CB) は、フィールドの両サイドにセットする。通常は2人。3人つく場合は3人目をニッケルバック(Nickelback)、4人の場合は4人目をダイムバック(Dimeback) と呼ぶ。（後述）
主にパスに対する守備を担当し、両サイドへのパスをカバーする。攻撃側のエースレシーバーと競り合うことが多いため、特に足の速さが求められる。
オープンへのランプレイやリバースプレイを止める役割もある。

#### セイフティ
セイフティ(Safety, S) は、ディフェンスの最後尾にセットする。ディープゾーンへのパスをカバーするとともに、相手の攻撃を防ぐ最後の砦となる。守備範囲の広さが求められる。セイフティは役割により、さらにストロングセイフティ(SS)とフリーセイフティ(FS)の2つのポジションに細分化されている。

#### ニッケルバック・ダイムバック
3rdダウンで残り距離が長いなど、パスプレイの可能性が高い場合、パスディフェンス強化のためにディフェンシブバックを5人以上置くことがある。このとき、5人目を「ニッケルバック(Nickelback)」、6人目を「ダイムバック(Dimeback)」と呼ぶ。
ニッケルとは米国5セント硬貨のことで、このポジション名はこの"5"に由来する。ダイムとは米国10セント硬貨のことで、2人目のニッケル(2×5)であることに由来する。まれに7人セットすることがあり、その場合は7人目をクォーターバック(Quarterback) と呼ぶ。この場合のクォーターバックとは、25セント=quarterdollarに由来し、オフェンスのクォーターバック(QB) とは語源が違う。

## スペシャルチーム
スペシャルチームとは、キッキング・ゲーム（キックオフ、フィールドゴール、パント）でプレーする選手たちのこと。

### キッカー
キッカー(Kicker, K)は、プレースキッカー（Place Kicker, PK）ともいい、フィールドゴールやトライフォーポイントでキックをする選手のこと。キックオフも担当することが多い。パンター（稀に他のポジション）兼任のキッカーもいるが、ゴールを狙うキッカーには特にキックの距離と方向の正確さが求められるため、チームによってはフィールドゴールおよびキックオフ専門のキッカーがいる（NFLでは特別な事情がない限りほぼすべてのチームのキッカーは専任である）。

### パンター
パンター(Punter, P)は、パントを行い、ボールを相手陣の奥深くに押し込むポジション。キックオフを担当する選手もいる。キッカー（稀に他のポジション）兼任のパンターもいるが、パンターには局面に応じて蹴り込む距離を自在に調整できる能力が求められるため、チームによっては専門のパンターがいる（NFLでは特別な事情がない限りほぼすべてのチームのパンターは専任である）。まれに、フェイクプレーのフェイク・パントを行うことがあり、この際にはパンターがフォワードパスを投げる役割を担う。

### ロングスナッパー
ロングスナッパー(Long snapper, LS)は、フィールドゴール、パント時や、ショットガンフォーメーション時にスナップを担当するポジション。その名の通り、長いスナップをする場合に出てくる。センター（またはガード）が兼任する場合と専門の選手が務める場合がある。

### ホルダー
ホルダー(Holder, H)は、フィールドゴールやトライフォーポイントの際に、ボール保持するポジション。ロングスナッパーがスナップしたボールを正確にキャッチして、キッカーが蹴るのに最適な位置にボールを保持する必要がある。ボールの縫い目がキッカーの脚に当たらないようにする調整なども求められる。ボールの扱いに慣れていることが求められるので、レシーバー、パンター、あるいは控えクォーターバックなどが務める。少ない例ではあるが、専任のホルダーをおいているチームもある（2011年度京都大学など）。
フェイクプレーのフェイク・フィールドゴールを行うことがあり、この際にはホルダーがフォワードパスを投げる役割を担う。
なお、ロングスナッパー、ホルダー、キッカーの3人をフィールドゴール・ユニットと称することがある。

### リターナー
キックリターナー(Kick returner, KR) は、キックオフの際に自陣のゴールライン前方からエンドゾーンのあたりに位置し、キックされたボールをレシーブしてリターンするポジション。専任を強調するためキックオフリターナー(Kick-off returner)と呼ぶ場合もある。
パントリターナー(Punt returner, PR) は、パントの際にリターンチームの最後方に位置し、パントされたボールをレシーブしてリターンするポジション。
リターナーには、飛球を確実にレシーブする能力と、リターンするためにスピードとタックル回避能力を生かしてフィールドポジションを回復することが求められる。そのためワイドレシーバー・ランニングバック・コーナーバックなど走力に優れた人材に担当させることが多い。
リターナーを同じ選手に担当させるチームと、求められる能力が若干異なるためキックリターナーとパントリターナーを担当する選手を2人用意するチームがある。

### ガンナー
ガンナー(Gunner) は、キックオフやパントの際、キッキングチーム側でサイドラインを素早く走り、リターナーをタックルする役割のポジション。
ガンナーは、リターンチームのブロッカーをかわし、ボールの落下地点に早く到達する技術や能力が必要とされている。

## 背番号
背番号は、ポジションによって規定される。NFLでは、センターの選手は50番台など独自のルールが適用される。
| 範囲  | QB  | RB  | WR  | TE  | OL  | DL  | LB  | DB  | K / P |
| ----- | --- | --- | --- | --- | --- | --- | --- | --- | ----- |
| 1–9   | Yes | No  | No  | No  | No  | No  | No  | No  | Yes   |
| 10–19 | Yes | No  | Yes | No  | No  | No  | No  | No  | Yes   |
| 20–29 | No  | Yes | No  | No  | No  | No  | No  | Yes | No    |
| 30–39 | No  | Yes | No  | No  | No  | No  | No  | Yes | No    |
| 40–49 | No  | Yes | No  | Yes | No  | No  | Yes | Yes | No    |
| 50–59 | No  | No  | No  | No  | Yes | Yes | Yes | No  | No    |
| 60–69 | No  | No  | No  | No  | Yes | Yes | No  | No  | No    |
| 70–79 | No  | No  | No  | No  | Yes | Yes | No  | No  | No    |
| 80–89 | No  | No  | Yes | Yes | No  | No  | No  | No  | No    |
| 90–99 | No  | No  | No  | No  | No  | Yes | Yes | No  | No    |

## フォーメーション
アメリカンフットボールには様々なフォーメーション（隊形）があり、状況によって使い分けられる。
ただし、戦術と切り離してフォーメーション単独で考えることはできない。まず戦術があり、その戦術を有効に遂行するために最適なフォーメーションが選択されるのである。また、ひとつのフォーメーションから展開される戦術（プレイ）は多岐にわたる。

### 攻撃側の主なフォーメーション
基本的に、ランニングバック(RB)、ワイドレシーバー(WR)、タイトエンド(TE)の人数と配置によって分類される。

#### 古典的なフォーメーション
シングルウイング
ダイレクトスナップを受けるランニングバックをセンター(C)後方に配置し、他のバックスはプレイサイドにリードブロッカーとして集中させるフォーメーション。1人はタイトエンド外側にウイングバック(WB)としてセットする。ほとんどの場合、アンバランスラインと併用され、ストロングサイド側のランニングプレーが主となる。ウイングバックを両側に2名セットさせたものがダブルウイング。

#### ランニングバックの人数による分類
ツーバック
クォーターバック(QB)の後ろにランニングバックを2人配置する隊形。ワイドレシーバー2人とタイトエンド1人、もしくはワイドレシーバーを3人配置できる。
シングルバック　
クォーターバックの後ろにランニングバックを1人配置する隊形。本場アメリカでは「シングルバック」と呼ぶのに対して、日本では「ワンバック」と呼ぶことが多い。ランニングバックを減らす分、ワイドレシーバー・タイトエンドを増やすことができるため、パスに重点をおいた隊形である。WRが同じサイドに2名いれば「ツイン・セット」、3名なら「トリプル・セット」あるいは「トリップス」と言う。
フルバックに替わるブロッカー役としてタイトエンドを増やしている場合もある。
ノーバック
ランニングバックを置かない隊形。レシーバーを5人配置するため、パスプレーに偏重した隊形である。ノーバックは日本独自の呼称であり、米国ではエンプティバックフィールド(Empty backfield)と呼ばれる。
スリーバック
クォーターバックの後ろにランニングバックを3人配置する隊形。ランプレイを重視した隊形であるが、近年ではめったに用いられない。

#### ランニングバックの配置による分類
Iフォーメーション　
クォーターバックの後ろにランニングバックを一直線に配置した隊形である。バックスがアルファベットのIの形に並ぶことから、このように呼ばれる。本来は、3人のランニングバックを並べる。
現在では、ランニングバックの数を2人にする場合が多い。これをプロIと呼ぶ。このとき、前にセットするランニングバックをフルバック(FB)、もしくはアップバック(UB)といい、後ろにセットするランニングバックをテイルバック(TB)という。
ランニングプレイにおいては、テイルバックとフルバックとの関係が重視される。フルバックはブロッキングが主な役割となり、テイルバックはフルバックのリードブロックをうまく利用して走路を確保するのがオーソドックスな攻撃方法である。また、2人以上のランニングバックが重なってセットする事が多いため、パスプレイ時におけるフェイクが守備側から見えにくいのも利点として挙げられる。
- オフセットI - 一直線ではなく、フルバックが左右いずれかに離れて配置する（＝オフセット）隊形。
- トゥルーI - クォーターバックの後ろに3名のランニングバックが一直線に並ぶ、基本的にはラン重視の隊形。フルIともいう。
- パワーI - フルバックの位置に2名のランニングバックを配する隊形。これも基本はブロッキング強化の意図が強い。

Tフォーメーション　
クォーターバックの後ろに、ランニングバックが横並びに配置する隊形。本来は3人のランニングバックを並べるため、クォーターバックも含むバックスがアルファベットのTの形に並ぶことからこのように呼ばれる。
現在ではランニングバックの数を2人にする場合が多い。これをプロTあるいはヴィアTと呼ぶ。オープン攻撃時の展開速度が速いことが利点とされる。また、2人のランニングバックがともにスクリメージラインの近くにセットするため、両サイドへのタイミングの速いランプレイが可能となる利点もある。
また、バックスがロングスナップを受けるウイングフォーメーションに対し、クォーターバックが手渡しでスナップを受けるフォーメーションの総称としても使われる。NFLには「Tフォーメーションのクォーターバックは、パスレシーバーになれない」というルールがあるが、この場合のTフォーメーションとは、こちらの意味である。
- ノーマルT - ランニングバックを3名横並びにするラン志向の隊形。ゴール前での攻撃で使われることが多い。
- プロT - ランニングバックがタックル(LT・RT)の内側後方にセットする。ラン・パス共、バランスよく展開できる。
- ヴィアT - ランニングバックがガード(LG・RG)の後方にセットする。主にトリプル・オプションを多用（ヴィアオフェンス）するチームが採用するが、ウィッシュボーンよりもパスプレーが展開しやすい。
- スプリットバック - 上記のヴィアTと同じであるが、ヴィアオフェンスを展開しない場合、こう呼ぶことが多い。オプションを重視しない分、ランニングバックのセット位置の任意性は高い。

ウィッシュボーン
クォーターバックの後ろにフルバックを置き、その後方にテールバックを2名並べる形が、鳥の叉骨（ウィッシュボーン）に似ていることから、このように呼ばれる。別名、Yフォーメーション。トリプルオプションやフリーズオプション、カウンターなど3人のランニングバックとクォーターバックによる強力なランプレーで攻撃する。かつて専修大学がこのフォーメーションで強力なオプション攻撃を築き上げ、黄金期にあった日大を破っている。
- ハーフボーン：後方のランニングバックの内1名をワイドレシーバーと入れ替え、パスにも対応した隊形。

フレックスボーン
ハーフバックを2人、左右タックル(LT・RT)の外側の斜め後方に配置し、フルバックをクォーターバックの後方に配置する隊形。フレックスボーンにおけるハーフバックはスロットバック(SB)とも呼ぶ。
この隊形における利点は、プレースピードの向上や、トリプル、フリーズオプションやカウンターといった、トリッキーなプレイが有効的なことである。
関西では京都大学ギャングスターズ、関東では1991年の専修大学や、成城大学等が過去に主戦形であった。近年の社会人ではブルザイズ東京などが使用していた。日大三高が一時期採用していたことがある。近年では海陽学園が京大卒のコーチの指導のもと、フレックスボーンを導入し、創部3年目にして関西大会ベスト4の好成績をおさめた。

#### ラインメンの配置による分類
プロ隊形（プロ・セット）
タイトエンドをオフェンシブラインの左右いずれかに1人配置し、その反対サイドにスプリットエンド(SE)を配置する隊形。通常はタイトエンドと同じサイドにフランカー(FL)を配置する。
スプリットエンド・フランカーともに、ワイドレシーバーの選手が配置される。
ルール上、スプリットエンドはラインマンとして扱われる。
ダブルTE
タイトエンドを左右に2名配置する隊形。短距離のランプレイに重点をおいた隊形。ショートパスにも有効なことから、NFLで用いられることが多くなってきた。
ダブルSE
タイトエンドをオフェンシブラインの横に配置せず、両サイドにスプリットエンドを2人配置する隊形。
アンバランス
オフェンシブラインをタックル、もしくはタックルとガードの両方をセンターから見て片側に集中させた隊形。
通常の隊形は、E(TE・SE) - LT - LG - C - RG - RT - E(TE・SE)と、センターの左右にはエンド(TE・SE)を含めて3人ずつセットする。
タックルを左側に集中させるとオフェンシブラインは、SE(TE) - RT - LT - LG - C - RG - TE(SE)となり、右側に集中させるとTE(SE) - LG - C - RG - RT - LT - SE(TE)となる。この場合でもエンド以外の選手は、捕球資格は無い。しかし基本隊形ではタックルのポジションに入るタイトエンドにはパスすることが出来る。
スプレッド（エース）
両サイドにスプリットエンドとフランカーを配置した、パス重視のフォーメーション。

#### クォーターバックの位置による分類

ショットガン・フォーメーションの一例

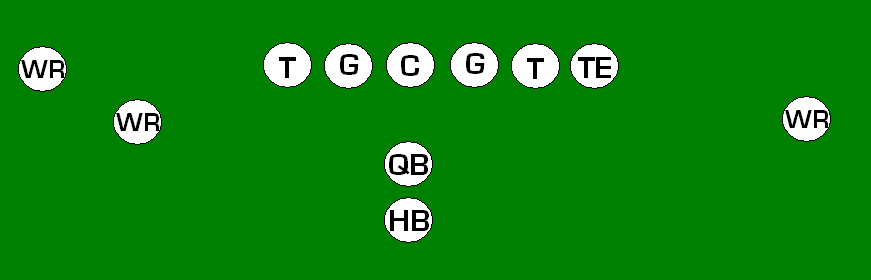
ピストルオフェンス
通常のショットガンフォーメーションよりもクォーターバックが前にセットし、その後にランニングバックがセットする。

ショットガン
クォーターバックがセンターの後方2〜10ヤードにセットし、センターのロングスナップによってプレイを開始する隊形（ショート・パント・フォーメーションとも呼ばれた）。レシーバーの展開が、散弾銃（ショットガン）から発射された散弾が散らばる様である事から、このように名付けられた。しばしばパス中心のフォーメーションとの記述が見られるが、実際はランプレーを強調したショットガン攻撃の例も多く、一概には言えない。ランニングバックの人数を通常1人と記載している例も見られるが、2人以上のRBが同時にラインナップしているショットガン、また一人も存在しないショットガンもしばしば見られる。ロングスナップをランニングバックがダイレクトに捕球しランプレーをすることもある。
かつて、日本では日本大学フェニックス、NFLではダラス・カウボーイズの代名詞であったが、今では様々なチームで使われている。
現在のショットガンは、パスのためにスクリメージラインからの距離を確保するという最大の利点を継承しながらも、クォーターバックが前に踏み出しながらランニングバックにハンドオフするため、ランプレイのタイミングがかつてのショットガンほど遅くなく、また走路確保のための視野と角度が有利で、ランプレイのバリエーションも広がっている。むしろランプレーをするためにショットガンを導入しているチームがいくらでもある。
ドラゴンフライ
ショットガンフォーメーションにおいて、クォーターバックの選手を2人以上同時にラインナップさせる隊形。ただし、ポジションとしてのクォーターバックは1人だけである。日大チームが開発したもので、クォーターバックを含むバックスがトンボの胴体のように縦に長く配置され（一番後ろのクォーターバックは約10ヤードの深さにセットする。その前方に別のQBがセットする）、オフェンシブラインがちょうどトンボ（ドラゴンフライ）の羽根に見えることから命名された。日大チームのドラゴンフライに関して、インターネット上などでしばしば「誰が誰にパスを投げるか分かりにくくなるため、ディフェンスの対応が難しくすることが狙いである。守備側からすればパスディフェンスに全力を挙げればよいが、どちらのクォーターバックからパスが出るのかわからないためパスラッシュの反応が遅れる。4名のレシーバーがパスカバーを外す可能性が高くなり、時間が稼げることによりレシーバーがより遠くまで走り込めるのでロングパスになる確率が高くなる。ほぼパスプレイに限定される。ディフェンシブラインはパスラッシュに専念でき、かつパスプロテクションを行うランニングバックが1人減るため、サックされる可能性が高くなる」などの解説が見られることがあるが、実在した日大チームのドラゴンフライ、ハーフドラゴン（新ドラゴンフライ）、ゴールデンドラゴンフライのそれぞれで行われた攻撃はもっぱらランニングプレー主体であった。ドラゴンフライはショットガンからオプションランを行うことを主眼に開発されたフォーメーションで、使用機会は多くなかった。
アメリカでは、クォーターバックはフォワードパスを投げるポジションであるという観念が強く、篠竹幹夫が考案したドラゴンフライを揶揄する記事も見られた。曰く、クォーターバックを2人にすることで、バックス＆レシーバーズの人数が1人少なくなり、守りやすくなるというものであった。しかし、実際には日大フェニックスのショットガンの発想は逆であり、走力のあるプレーヤーがクォーターバックを務めることで、クォーターバックがランニングバックを兼ねた一人二役をこなすため、2人のクォーターバックを配するドラゴンフライは、実質的にバックフィールドに4人のプレーヤーがいるのと同程度の攻撃力を有した。
ハーフドラゴンでは、走力に定評があった松岡選手がランプレーを繰り返した。ゴールデンドラゴンフライは高校時代にクォーターバック経験もあるランニングバックの山口選手と、走力に長けたクォーターバック山田選手が両オフェンシブタックル間にストレートな突進を繰り出すことを中心としたシンプルな攻撃であった。甲子園ボウルでは16回連続でランプレーを敢行している。実在した日大チームのドラゴンフライに関して、先に紹介したような事実に基づかない記載が散見される理由は不明だが、漫画「アイシールド21」の作品中で同名のフォーメーションが登場しているので、漫画作品の創作内容と混同されていることも考えられる。クォーターバックを二人同時にラインアップさせ、双方がパスを投じるショットガンは、京都大学がごく短い一時期導入したことがある。当時ツインガンと呼ばれた。ツインガンのフォーメーションは日大のドラゴンフライと名のつく縦に長いフォーメーションとは異なっていた。関西学院大学が複数のRBをショットガン隊形のQBの位置付近に並べ、それぞれがスナップを受けてランプレーを中心とした攻撃を行ったことがあるが、その攻撃を導入する契機となったのはQBの負傷欠場であった。
ピストルオフェンス
センターの後方3ヤードにクォーターバックをセットし、その後方に1人ランニングバックを配した隊形。パスプレイの場合は、3ヤードとはいえクォーターバックとディフェンスラインとの距離があるため、視界が確保されるためパスターゲットを見つけやすくなる。またパスを投げるまでの時間が若干ではあるが増えることによりパス成功率が上がる。ランプレイの場合は、ランニングバックへのハンドオフタイミングが微妙にずれるため、中央へのランプレイが展開しやすくなる。ランニングバックをピッチバックとしたオプションも実施できる。オーソドックスなショットガンからのオプションでは、ピッチバックはクォーターバックである。クォーターバックの横にフルバックを加えたパワーピストルフォーメーションもしばしば使われている。2011年オーストリア世界大会では、日本代表チームを含む複数のチームがピストルフォーメーション、パワーピストルフォーメーションを使用した。
ワイルドキャットオフェンス
クォーターバックの位置に、ランニングバックやワイドレシーバー登録の選手を置いた隊形のこと。

### 守備側の主なフォーメーション

#### ディフェンシブラインとラインバッカーの人数による分類

4-3守備(even)

5-2守備

- 4-3守備(even)

ディフェンシブラインが4人、ラインバッカーが3人の隊形。ディフェンシブバックは4人。
近年では比較的ベーシックな守備隊形である。
4-3-4から行う「タンパ 2（トニー・ダンジーがタンパベイ・バッカニアーズのヘッドコーチ時代に開発した）」と呼ばれるパスカバーでは、ミドルラインバッカー(MLB)がミドルポスト付近まで下がってゾーン守備を担当する。二人のSFはそれぞれディープゾーンを担当する。両CBはアンダーゾーンを担当する。左右のNo.1レシーバー（外側のレシーバー）に対して実質的にアンダー&ディープでダブルカバーを可能にするのが特徴である。

3-4守備(odd)

- 3-4守備(odd)

ディフェンシブラインが3人、ラインバッカーが4人の隊形。ディフェンシブバックは4人。
「ショートパス対策を狙うものだが、ランプレーを阻止しにくい」との記述がネット上に見られることもあるが、そのような一般論が成立する根拠は確認できない。3-4隊形といっても、LBが必ずしもDLの後方にセットしているわけではないので注意が必要である。LBがスクリーメージ付近に上がり、実際のセットは5-2や4-3と区別できないことも多い。
- 5-2守備

ディフェンシブラインが5人、ラインバッカーが2人の隊形。ディフェンシブバックは4人。
「ショートパスとランプレー阻止の両方を狙うものだが、プレーの展開スピードが上がった近年ではあまり用いられない」との記述がネット上に見られることもあるが、NFLを含め5-2ルックで構える場面はごくありふれている。特に3人のDLを投入したディフェンス（主として3-4）では、LBをスクリーメージ付近にセットさせて実質的に5-2ルックで構えることがよくある。日本国内などで5-2守備を標榜している場合でも、とくにウィーク・サイドのDEは実質的にOLBの役割が多く、そういう点でも単なる見た目だけでは3-4や4-3との境界は曖昧になっているのが実情である。上記4-3、3-4、5-2は、ボックス内を7人で守る体形であり、その点では同じマンパワーである。

ニッケルディフェンス - 3-3-5ニッケル

- ニッケルディフェンス(nickel)

ディフェンシブラインかラインバッカーを1人減らし、ディフェンシブバックを5人置く隊形。ニッケルフォーメーションともいう。
ニッケルとは5セント硬貨の愛称であり、DBが5人を置くことからこう呼ばれる。ロングパスに対する守備を固めるものだが、ディフェンシブバック2人によるブリッツもある。
ニッケルディフェンスは、4-2-5隊形を基本に、3-3-5隊形がある。この隊形では、コーナーバックを1人増やす。増やしたコーナーバックはニッケルバックとも呼ばれる。
その他には、ディフェンシブライン3人、ラインバッカー3人、ディフェンシブバックにコーナーバックを2人、ストロングセイフティを2人、フリーセイフティを1人配置した、33スタック隊形、3-5-3隊形（アンブレラ守備）などもニッケルディフェンスである。
- ダイムディフェンス(dime)

ニッケルを発展させ、ディフェンシブバックを6人置く隊形。ダイムフォーメーションともいう。
4-1-6隊形または3-2-5隊形となる。
ダイムとは10セント硬貨の愛称であり、ディフェンシブバックを5人置くニッケルよりコーナーバックをもう1人多く置くためニッケルの次の額の硬貨であるダイムと呼ばれる。ランプレーやミドルパスによる多少のゲインは止むを得ないが、大幅なゲインを狙うロングパスを絶対阻止したい時に用いられる。
- - インベント(invent)

ディフェンシブバックのうち2人が内側に入り込み、ミドルパスも防ごうとする隊形。ロングパスに対する備えがやや薄くなる。
- - プリベント(prevent)

ディフェンシブバック6人全員で広範囲のロングパスを警戒する隊形。ランプレーやミドルパスによる多少のゲインは止む無しとする。
- クオーター(quarter)

ニッケル、ダイムをさらに発展させ、DBを7人置く隊形。3-1-7隊形となる。
クオーターとは4分の1という意味で、1ドルの4分の1の25セント硬貨の愛称であり、DBを5人置くニッケルよりDBを2人、DBを6人置くダイムよりBDを1人多く置くためニッケルの次の次、ダイムの次の額の硬貨であるクオーターと呼ばれる。
ヘイルメアリーパス対策に用いられる。試合終了間際で残りフィールドゴールによる逆転が狙えないポジションで、ロングパスのみ対応する場合に用いられる。欠点は、ランプレイへの対応は難しい。
- - プリベント(prevent)

ディフェンシブバック7人全員とラインバッカー1人で広範囲のロングパスを警戒する隊形。ランプレーやミドルパスによる多少のゲインは止む無しとする。
- ゴールラインディフェンス(goal line defense)

ディフェンシブラインが7人、ラインバッカーが4人で、ディフェンシブラインとラインバッカーの二列が密集する隊形。二列密集隊形によりダイブなどの中央突破を跳ね返し、両端のDLはショートパスにも備える。エンドゾーンまで残り数ヤードまで攻め込まれた時に使われる。

#### パスカバーの方法による分類
ゾーンカバー
ラインバッカーとディフェンシブバックが、フィールドをゾーンで区分けし、パスプレー時に各々その決められた場所を守るというシステム。近年ではしばしばDLにもゾーンが割り振られている場合があるので、厳密に言えば、ゾーンカバーをする選手はラインバッカーとディフェンシブバックだけとは限らない。
- カバー2

スクリメージラインから10ヤードまでの「アンダーゾーン」をラインバッカーとコーナーバックで守り、アンダーゾーンより奥の「ディープゾーン」をセイフティー(S)2人で守る。ショートパスには強いが、セイフティー間を狙うようなロングパスには弱い。4-3、3-4、5-2など、ボックスを7人で守る隊形から行われることが多い。
- カバー3

ディープゾーンをディフェンシブバック3名で守り、前をラインバッカー等で守る。ロングパスには強いが、両サイドライン際を狙うショートパスには弱い。4-3、3-4、5-2以外に、4－4などボックスを8人で守る隊形からも使われる。
- カバー4

片方のCBがアンダーゾーン、フリーセーフティーがアンダーゾーンCBサイドにディープゾーンの半分を担当、残りの半分のうちアウトサイドレシーバーサイドをCBが守り、ストロングセイフティーは残りの1/4ディープゾーンを守る。ディープゾーンを守るCBは実質的にWRに対するマンカバー、ストロングセイフティーはTEの奥に走り込むパターンを担当することが念頭に置かれている。4人のDBがディープゾーンを単純に4分割した守備をカバー4と呼ぶと誤解されていることがあるので注意が必要である。
- ゾーンブリッツ(Zone Blitz)

ディフェンシブエンドとアウトラインバッカーとの役割をチェンジ（ディフェンシブエンドがアンダーゾーンを守り、アウトラインバッカーはブリッツ）する戦術。タイトエンドやワイドレシーバーによるショートパスに有効。
- ローテーション

プレーの方向に対しディープゾーンとアンダーゾーンの守備選手を回転させるように動かすことにより、ゾーンカバーのエリアや守備人数を変える戦術。カバー2から、ロングパスに強いカバー3に変える時（その逆もあり）に使われる。
- スカイ(Sky)、クラウド(Cloud)

ローテーションの一種で、ディープゾーンを守る選手をアンダーゾーンを守るように指示する戦術。名称はアンダーゾーンを守るポジションの頭文字に由来し、セーフティー(SF)の場合はスカイ、コーナーバック(CB)の場合はクラウドという。守備側にとって不利なストロングサイドで多く使用される傾向にある。CBが守るゾーンは、移動距離が短く守りやすいが、SFが守るゾーンは、移動距離が長く守りにくく弱点となる。スカイの場合、CBは早いうちからレシーバーの動きを見極められるため、ロングパスに強くなる一方、ショートパスに弱くなる。クラウドの場合、CBはアンダーゾーンに残るためショートパスやオープンプレイに強くなる一方、ロングパスに対しては弱くなる。
マンカバー
ラインバッカーとディフェンシブバックの各選手が攻撃側の特定のレシーバーをマンツーマンでマークするシステム。下記の例は4-3隊形の場合。
- カバー1　ラインバッカー1人がブリッツ。2人のコーナーバックは対面のワイドレシーバーをマーク。ストロングセイフティーはタイトエンドをマーク。ラインバッカーはランニングバックをマーク。残るフリーセイフティーはディープゾーンに対応する。
- カバー4　ラインバッカー2人がブリッツ。フリーセイフティーがランニングバックをマーク。後はカバー1と同じ。

#### その他
ギャップコントロールシステム
オフェンスライン同士の間の穴（ギャップ）をディフェンシブラインとラインバッカーに守らせるシステム。
センター(C)、ガード(LG・RG)、タックル(LT・RT)の両隣をA、B、Cと区分けすると、ディフェンシブタックル(DT)はA、ミドルラインバッカーとウィークサイドラインバッカー(WLB)はB、ストロングサイドラインバッカー(SLB)はCを守る。Cはタックル(LT/RT)とタイトエンド(TE)との間である。
- スラント

ディフェンシブタックル(DT)が、どちらかの方向に揃って斜めの穴を守るシステム。ストロング・ウィークの2種類ある。